# ロバート・パイン
ロバート・パイン（Robert Pine 1941年7月10日-）はアメリカ合衆国の俳優。「白バイ野郎ジョン&パンチ」のギトレア部長が有名。息子は俳優のクリス・パイン。

## 略歴
1941年7月10日、ニューヨーク生まれ。本名はグランヴィル・ホワイトロウ・パイン。父親は弁護士のグランヴィル・マーティン・パイン、祖父のウィリアム・ブリス・パインは石油事業で成功し米国上院議員まで務めた人物である。
オハイオ・ウェスリアン大学で医学部を専攻し1963年に卒業。その後ニューヨークのコロンビア大学に通って医学部の単位を取得しようとしたが、３週間も経たないうちに『自分のためでなく両親のためにやっているのでは？』と疑問を感じ始めた。それをルームメイトに相談したところ、俳優にでもなればいいと言われ将来がひらめいたという。
高校時代に舞台劇を経験し、大学4年の夏に父親が所有するナンタケット島の別荘に滞在中、そこで毎年行なわれるミュージカルに出演したこともある。このとき母親の友人である劇作家ロバート・アンダーソンから演劇界への誘われたのだが、そのときは自分は医者になりたいと断っていた。
早速ニューヨークに住むアンダーソンに会いに行き、彼の妻テレサ・ライトも交え3人で食事をしながらアドバイスを授かった。父親が学費を払ってくれていたので1年間は通学したが、翌年ユニヴァーサル・スタジオ・ニューヨークでテストを受け、正式に採用されてハリウッドに移った。
芸名は、父親と同じ「グランヴィル」が好きではなかったので、名前を変えることに抵抗はなかった。むしろありきたりの名前で呼ばれたかったという。こうして24歳でテレビシリーズ "Kraft Suspense Theatre" の1エピソードでデビューし、その後も数多くの映画やテレビドラマ、テレビCMに出演した。1977年に始まった「白バイ野郎ジョン&パンチ」は彼の代表作となった。
これまでに150以上の映画やテレビドラマに出演しているが、長く続けられた秘訣は『小さな役でも積極的に引き受けること、一緒に仕事をした人を悪く言わないこと』だと語っている。

## 白バイ野郎ジョン＆パンチ
パインは「白バイ野郎ジョン&パンチ」と最終シーズンの「白バイ野郎パンチ&ボビー」でジョー・ギトレア部長を演じ、６シーズン計139話の全エピソードに出演した。
当初はデヴィッド・キャナリーが予定されていたが、他のドラマ出演が決まったためパインに回ってきた。せっかく役を貰えたもののオートバイに乗れないので辞退しようとしたところ、プロデューサーのリック・ロズナーは当時36歳だった彼をオフィスで指揮を執る上司の役に替えさせた。30代で警察ドラマのボスを演じるなど極めて稀な例であると同時に、主役を得ることの難しさを実感した。
やがて撮影の合間にオートバイの乗り方を練習させてもらい、途中からギトレア部長もパトロールに出動するシーンが見られるようになった。
劇中で妻のベティを演じたのは実妻のグウィン・ギルフォードである。シーズン3で妊娠8ヶ月頃のグウィンが登場するエピソードがあり、出産の騒動もドラマに盛り込もうとしたが脚本家組合のストライキが発生し、その間に出産してしまった。シーズン4でクリストファーという赤ん坊として登場し、厳密にはこれがクリス・パインのデビュー作となった。(シーズン4・7話「中年暴走族ボニーを誘拐」)
また長女のキャサリンとはテレビ映画「帰ってきた!!白バイ野郎ジョン&パンチ」(1998)で共演している。

## プライベート
1969年に女優のグウィン・ギルフォードと結婚し、1972年に長女のキャサリン、1980年には長男のクリスが誕生した。グウィンは1980年代後半に芸能界から引退し、キャサリンも女優になったが3作品程度で引退した。引退後は2人とも心理療法士になった。
長男のクリス・パインは父親を超える人気俳優になり、2009年の劇場版「スター・トレック」シリーズで主人公のカーク船長に抜擢されるなどの活躍をしている。
毎年定期的にテニスやゴルフのチャリティーイベントを主催しており、その収益金をCHP11-99財団（勤務中に負傷または殉職したカリフォルニアハイウェイパトロール隊員を援助する非営利組織）をはじめとする慈善団体に寄付する活動を続けている。

## フィルモグラフィ

### 主な映画
| 年   | タイトル                                                                                                   | 役割                       | 筆記                 |
| ---- | --- | -------------------------- | -------------------- |
| 1966 | ガンポイント Gunpoint                                                                                      | ミッチェル                 |                      |
| 1966 | 怪物家族大暴れ Munster, Go Home                                                                            | ロジャー・モレスビー       |                      |
| 1967 | 重戦車総攻撃 The Young Warriors                                                                            | フォーリー                 |                      |
| 1968 | テキサスの七人 Journey to Shilo                                                                            | コリンズ                   |                      |
| 1972 | 検事 Incident on a Dark Street                                                                             | ポール・ハミルトンJr.      | テレビ映画           |
| 1973 | リトル・インディアン The Little Indian                                                                     | カミンズ少尉               |                      |
| 1974 | 遥かなる子熊の森 The Bears and I                                                                           | ジョン・マッカートン       |                      |
| 1975 | イナゴの日 The Day of the Locust                                                                           | 弟子#1                     |                      |
| 1977 | 巨大蟻の帝国 Empire of the Ants                                                                            | ラリー・グレアム           |                      |
| 1980 | 原爆投下機 B-29 エノラ・ゲイ ―一九四五・八・六・ヒロシマ― Enola Gay: The Men, the Mission, the Atomic Bomb | ウィリアム機長             | テレビ映画           |
| 1982 | 超時空メシア襲来 Mysterious Two                                                                            | アーノルド・ブラウン       | テレビ映画           |
| 1994 | 表情の疑惑/ケリガン殴打事件の隠された真実 Tonya & Nancy: The Inside Story                                  |                            | テレビ映画           |
| 1995 | The Little CHP                                                                                             | ジョセフ・ギトレア         |                      |
| 1996 | インデペンデンス・デイ Independence Day                                                                    | ホワイトハウスのスタッフ   |                      |
| 1996 | リベンジ・ファイター MERCENARY                                                                             | ランクリン捜査官           |                      |
| 1997 | アリッサ・ミラノの堕落の園 Below Utopia                                                                    | ウィルソン                 |                      |
| 1997 | 欲しがる女 Sins of the Mind                                                                                | エドワード                 | テレビ映画           |
| 1998 | 帰ってきた!!白バイ野郎ジョン&パンチ CHiPs '99                                                              | ジョセフ・ギトレア         | テレビ映画           |
| 1999 | Go!Go!チアーズ But I'm a Cheerleader                                                                       | Mr.イートン                |                      |
| 2000 | コンコルド Mach2                                                                                           | ローマン機長               |                      |
| 2001 | ロスト・ボイジー Lost Voyage                                                                               | マイク・キャプラン         | テレビ映画           |
| 2001 | ザ・ヒット 殺人依頼 The Hit                                                                                | イーサン                   | ビデオ映画           |
| 2003 | マキシマム・エージェント Hidden Agenda the Osiris Project                                                  |                            |                      |
| 2003 | コンフィデンス Confidence                                                                                  | Mr.ルイス                  |                      |
| 2004 | アースブレイク Landslide                                                                                   | ドナルド・リチャードソン   | テレビ映画           |
| 2005 | パニック・フライト Red Eye                                                                                 | ボブ・テイラー             |                      |
| 2007 | ジャーニーマン～時空を超えた赤い糸 Journeyman                                                              |                            | テレビ映画           |
| 2008 | レイクビュー・テラス 危険な隣人 Lakeview Terrace                                                           | ウェントワース大尉         |                      |
| 2008 | リーカー ザ・ライジング No Man's Land                                                                      | マカリスター保安官         |                      |
| 2010 | Small Town Saturday Night                                                                                  | ジョン・ライアン           | クリス・パインと共演 |
| 2013 | スティーブ・ジョブズ Jobs                                                                                  | エドガー・S・ウーラードJr. |                      |
| 2013 | アナと雪の女王 Frozen                                                                                      | アレンデールの司教（声）   |                      |
| 2016 | マザーズ・デイ Mother's Day                                                                                | アール                     |                      |
| 2019 | ラスト・フル・メジャー 知られざる英雄の真実 The Last Full Measure                                          | メレディス・ホフマン       | テレビ映画           |
| 2021 | 愛すべき夫妻の秘密 Being the Ricardos                                                                      | (ノンクレジット)           |                      |
| 2022 | Bolivar | Jerry Mcdade               |                      |

### 主なテレビドラマ
| 年        | タイトル | 役割                            | 筆記                                                     |
| --------- | --- | ------------------------------- | -------------------------------------------------------- |
| 1964      | Kraft Suspense Theatre                                                                                          | Denny Wentworth                 | シーズン2・3話（デビュー作品）                           |
| 1965      | 幌馬車隊 Wagon Train                                                                                            | ジョナサン・オルセン            | シーズン8・24話                                          |
| 1965-1969 | バージニアン The Virginian                                                                                      | マロン伍長、他                  | シーズン3・19話、26話、シーズン5・5話、シーズン7・19話   |
| 1966      | 拳銃とペチコート Pistols 'n' Petticoats                                                                         | ボーイ                          | シーズン1・4話                                           |
| 1967      | 宇宙家族ロビンソン Lost in Space                                                                                | クレイグ                        | シーズン3・2話                                           |
| 1967      | ザ・ルーシー・ショー The Lucy Show                                                                              | スティーブ・ジョセフ            | シーズン6・5話                                           |
| 1968-1973 | ガンスモーク Gunsmoke                                                                                           | ジェフリー・ライル、他          | シーズン14・1話、22話、シーズン16・5話、シーズン18・22話 |
| 1969      | ガンマン無情 The Guns of Will Sonnett                                                                           | キット・トレイ                  | シーズン2・13話                                          |
| 1969      | 0088/ワイルド・ウエスト The Wild Wild West                                                                      | マレー少尉                      | シーズン4・19話                                          |
| 1969      | ボナンザ Bonanza                                                                                                | スティード・バトラー            | シーズン16・26話                                         |
| 1970      | ハイシャパラル The High Chaparral                                                                               | ジェーソン・アダムス            | シーズン3・20話                                          |
| 1970      | マニックス Mannix                                                                                               | エリック・ベックワース          | シーズン3・22話                                          |
| 1972-1974 | FBIアメリカ連邦警察 FBI                                                                                         | ヴォーン・テラー、他            | シーズン7・21話、シーズン9・22話                         |
| 1972-1976 | 探偵キャノン Cannon                                                                                             | ワード保安官、他                | シーズン2・6話、シーズン3・16話、シーズン5・17話         |
| 1973-1977 | 名探偵ジョーンズ Barnaby Jones                                                                                  | ポール・コリング、他            | シーズン2・10話、シーズン3・15話、シーズン6・5話         |
| 1976-1977 | チャーリーズ・エンジェル Charlie's Angels                                                                       | アンディ・プライス/ Dr.コーガン | シーズン1,2の2エピソード                                 |
| 1977-1983 | 白バイ野郎ジョン&パンチ CHiPs                                                                                   | ジョセフ・ギトレア              | レギュラー                                               |
| 1979      | 事件記者ルー・グラント Lou Grant                                                                                | バート・ピータース              | シーズン2・12話                                          |
| 1982      | ラブ・ボート The Love Boat                                                                                      | デヴィッド・ルーラント          | シーズン6・10話                                          |
| 1983      | 白バイ野郎パンチ＆ボビー CHiPs                                                                                  | ジョー・ギトレア                | レギュラー                                               |
| 1983      | 私立探偵マグナム Magnum, P.I.                                                                                   | マグナムの父親                  | シーズン4・1話、シーズン7・15話、シーズン8・13話         |
| 1984      | ファミリータイズ Famiry Ties                                                                                    | ディーン・マッコール            | シーズン3・13話                                          |
| 1985      | ナイトライダー Knight Rider                                                                                     | サイラス・オークス              | シーズン4・5話                                           |
| 1986      | ダラス Dallas                                                                                                   | 心理学者                        | シーズン9・21話                                          |
| 1986      | ダイナスティ Dynasty                                                                                            | カルダー警部                    | シーズン7・4話                                           |
| 1986-1996 | ジェシカおばさんの事件簿 Murder, She Wrote                                                                      | ダグ・ヘルマン他                | シーズン3・9話、他4話                                    |
| 1987      | ケネディ家vsFBI長官フーパー/第２次南北戦争・スキャンダルと陰謀の日々 Hoover vsThe Kennedys The Second Civil War | ジョン・F・ケネディ             | ミニシリーズ                                             |
| 1989      | FBI特別捜査官 Mancuso, F.B.I.                                                                                   |                                 | シーズン1・7話                                           |
| 1991      | 冒険野郎マクガイバー MacGyver                                                                                   | ラルフ・ジェリコ                | シーズン6・12話                                          |
| 1991      | L.A.ロー 七人の弁護士 L.A. Law                                                                                  | ブルース・フェアチャイルド      | シーズン5・17話                                          |
| 1991      | P.S.アイ・ラブ・ユー P.S.I. Luv U                                                                               | ゴードン・ロス                  | シーズン1・9話                                           |
| 1992      | タイムマシーンにお願い Quantum Leap                                                                             | テッド                          | シーズン4・11話                                          |
| 1992      | カリフォルニア・ドリーム California Dreams                                                                      | ケン・ブランチャード            | シーズン1・7話                                           |
| 1992      | オール・マイ・チルドレン All My Children                                                                        | マックス・ジェフリーズ          | レギュラー                                               |
| 1993      | ピケット・フェンス ブロック捜査メモ Picket Fences                                                               | ビル・マッグラス                | シーズン1・18話                                          |
| 1993      | ベイウォッチ Baywatch                                                                                           | Dr.ボナン                       | シーズン3・19,20話                                       |
| 1995      | 反逆のヒーロー レネゲイド Renegade                                                                              | ダグ・リーメイ裁判官            | シーズン4・1話                                           |
| 1995      | マーダー・ワン Murder One                                                                                       | ハワード・レスニック            | シーズン1・9話                                           |
| 1996      | スタートレック：ヴォイジャー Star Trek: Voyager                                                                 | リリア大使                      | シーズン3・3話                                           |
| 1997      | シカゴ・ホープ Chicago Hope                                                                                     | フランク・サルドス              | シーズン4・6話                                           |
| 1998      | ビバリーヒルズ高校白書 Beverly Hills, 90210                                                                     | ハロルド・ケイ                  | シーズン８・22話                                         |
| 1998      | ザ・プラクティス/ボストン弁護士ファイル The Practice                                                            | ジョン・モナハン                | シーズン2・28話                                          |
| 2000      | ザ・ホワイトハウス The West Wing                                                                                | グリア                          | シーズン1・16話                                          |
| 2000      | 犯罪捜査官ネイビーファイル JAG                                                                                  | チャイルド中尉                  | シーズン6・12話                                          |
| 2000-2001 | サン・オブ・ザ・ビーチ Son of the Beach                                                                         | トーマス                        | シーズン1・6話、シーズン2・15話                          |
| 2001      | 5人の女刑事たち ザ・ディヴィジョン The Division                                                                 | セオドアの父親                  | シーズン3・21話                                          |
| 2002      | スタートレック：エンタープライズ Enterprise                                                                     | タヴィン(バルカン人)            | シーズン1・17話                                          |
| 2002      | おとぼけスティーブンス一家 Even Stevens                                                                         | リチャードソン                  | シーズン2・20話                                          |
| 2002      | ダナ&ルー リッテンハウス女性クリニック Strong Medicine                                                          | ジョーゲンセン                  | シーズン3・4話                                           |
| 2002-2005 | シックス・フィート・アンダー Six Feet Under                                                                     | バージル                        | シーズン2・7話、シーズン5・6話                           |
| 2003      | 24 -TWENTY FOUR- 24                                                                                             | 農務省長官                      | シーズン2・20,21,24話                                    |
| 2003-2017 | NCIS 〜ネイビー犯罪捜査班 NCIS: Naval Criminal Investigative Service                                            | チェアマン/ベン                 | シーズン1・5話、シーズン15・1話                          |
| 2004      | WITHOUT A TRACE/FBI 失踪者を追え！ Without a Trace                                                              | ロジャー・トランド              | シーズン2・20話                                          |
| 2006      | ラリーのミッドライフ★クライシス Curb Your Enthusiasm                                                            | ベン・ホーガン                  | シーズン5・10話                                          |
| 2006      | クリミナル・マインド FBI行動分析家 Criminal Minds                                                               | ダグ・グレゴリー                | シーズン・20話                                           |
| 2006      | ビッグ・ラブ Big Love                                                                                           | スチュアート・キンバル          | シーズン1・11話                                          |
| 2006      | コールドケース 迷宮事件簿 Cold Case                                                                             | カール・ブラッドレイ            | シーズン4・7話                                           |
| 2007      | ダーティ・セクシー・マネー Dirty Sexy Money                                                                     | ビショップ                      | シーズン1・10話                                          |
| 2008      | ザ・リッチズ The Riches                                                                                         | -                               | シーズン2・1話                                           |
| 2008      | レバレッジ～詐欺師たちの流儀 Leverage                                                                           | ジェンキンズ                    | シーズン1・2話                                           |
| 2009      | キャッスル～ミステリー作家は事件がお好き～Castle                                                                | ジェリー・フィネガン            | シーズン2・4話                                           |
| 2009      | 女捜査官グレイス～天使の保護観察中～ Saving Grace                                                               | デヴィッド・パットナム          | シーズン3・10話                                          |
| 2010      | メンタリスト The Mentalist                                                                                      | トム・ミッチェル                | シーズン3・11話                                          |
| 2010      | ディフェンダーズ 闘う弁護士 The Defenders                                                                       | ブロンソン判事                  | シーズン1・2話                                           |
| 2011      | CSI：科学捜査班 CSI: Crime Scene Investigation                                                                  | Dr.コリー                       | シーズン11・15話                                         |
| 2011      | The Event/イベント The Event                                                                                    | ジャスティス                    | シーズン1 ・19話                                         |
| 2011      | デスパレードな妻たち Desperate Housewives                                                                       | Dr.デルソン                     | シーズン8・14話                                          |
| 2011      | リーガル・バディーズ フランクリン＆バッシュ Franklin & Bash                                                     | ダンカン・モロー                | シーズン1・5話                                           |
| 2011-2012 | Dr.House -ドクター・ハウス- House.M.D.                                                                          | ミッキーの父親                  | シーズン8・7話                                           |
| 2012      | プライベートプラクティクス 迷えるオトナたち Private Practice                                                    | ジム・ウォーレス                | シーズン６・3話                                          |
| 2013      | Bones -骨は語る- Bones                                                                                          | レジー                          | シーズン8・22話                                          |
| 2016      | グレイズ・アナトミー 恋の解剖学 Grey's Anatomy                                                                  | ヴィンセント                    | シーズン12・21話                                         |
| 2016      | ザ・ミドル 中流家族のフツーの幸せ The Middle                                                                    | Mr.トラヴァース                 | シーズン7・22話                                          |
| 2016      | タイムレス Timeless                                                                                             | ウェイン・エリス                | シーズン1・8話                                           |
| 2017      | Veep/ヴィープ Veep                                                                                              | スティーブンソン大統領          | シーズン6・2話                                           |
| 2017-2020 | アバローのプリンセス エレナ Elena of Avalor                                                                     | オクタヴィオ（声）              | ４エピソード                                             |
| 2018      | チャームド 〜魔女3姉妹〜 Charmed                                                                                | ワーナー                        | シーズン1・1話                                           |
| 2019      | SUITS:ジェシカピアソン Pearson                                                                                  | トーマス・ドナー                | シーズン1・6話                                           |
| 2022      | 私立探偵マグナム Magnum P.I.                                                                                    | ダニー・ブラドック              | シーズン4・17話,18話                                     |